# Pelyvás
Pelyvás (szlovákul Plevník) Pelyvássomfalu településrésze, korábban önálló falu Szlovákiában, a Trencséni kerületben, a Vágbesztercei járásban.

## Fekvése
Vágbesztercétőltól 8 km-re északkeletre, a Vág bal oldalán fekszik. A falu déli részét alkotja.

## Története
Első írásos említése „Plevnuk” néven 1354-ből származik, a vágbesztercei váruradalom része volt. A 14. század második felében mintegy 40-en lakták, de később egy pestisjárvány teljesen elnéptelenítette. Erre haladt át a Vág mentén az a fontos hadiút, mely Lengyelország felé vezetett. 1432-ben a husziták égették fel a környező településekkel együtt. 1439-ben „Plewnyk” alakban írják a nevét. 1529-ben a rablólovag Podmaniczkyak fosztották ki a települést. 1598-ban „Plewnik” néven szerepel az írott forrásokban, ekkor 27 háza állt. 1720-ban 13 adózója volt. 1784-ben 66 házában 68 család és 442 lakos élt.
A 18. század végén Vályi András így ír róla: „PLEVNIK. Tót falu Trentsén Vármegyében, földes Ura Gróf Szapáry, és több Uraságok, lakosai katolikusok, és másfélék is, fekszik Predmérnek szomszédságában, mellynek filiája, határja ollyan, mint Rasovnak, első osztálybéli.”
1828-ban 52 házában 463 lakos élt. Lakói mezőgazdasággal, állattenyésztéssel, főként juhtenyésztéssel foglalkoztak.
Fényes Elek 1851-ben kiadott geográfiai szótárában így ír a faluról: „Plevnik, tót falu, Trencsén vmegyében, a Vágh bal partján: 440 kath., 20 zsidó lak., termékeny határral. F. u. b. Balassa, gr. Szapáry. Ut. p. Zsolna.”
1852-ben birtokainak többsége a Popper család kezébe került. 1869-ben 375 lakosa volt. 1889-ben 90 ház égett le a községben. A vasútvonal 1890-ben épült meg. 1910-ben 421, túlnyomórészt szlovák lakosa volt. A trianoni békéig Trencsén vármegye Vágbesztercei járásához tartozott, ezután az újonnan létrehozott csehszlovák államhoz csatolták.
Lakói főként idénymunkákból éltek, közülük sokan részt vettek a szlovák nemzeti felkelésben. 1952-ben Somfaluval egyesítették.

## Neves személyek
- Pelyváson született 1831-ben Turchányi Gyula hírlapíró, honvéd főhadnagy.

## Nevezetességei
- Temploma a 19. század közepén épült.
- Kúriája a 19. század elején épült klasszicista stílusban.

## Külső hivatkozások
- Pelyvás Szlovákia térképén

## Lásd még
- Pelyvássomfalu
- Vágsomfalu